# Scott Pilgrim - La serie
Scott Pilgrim - La serie (Scott Pilgrim Takes Off) è una serie anime ONA del 2023 diretto da Abel Góngora e scritto da Bryan Lee O'Malley e BenDavid Grabinski. La serie è basata sul fumetto Scott Pilgrim, creato da Bryan Lee O'Malley.

## Trama
La serie è ambientata in una timeline alternativa alla graphic novel e al film del 2010. Così come nell'originale, Scott Pilgrim è un giovane bassista che vive a Toronto, in Canada, finché un giorno si innamora di Ramona Flowers, attirando così l'attenzione dei suoi sette malvagi ex. Il tutto prende una piega inaspettata quando Scott perde contro il primo sfidante Matthew Patel. La morte del protagonista, lascia tutti sconvolti, inclusa la lega dei malvagi ex, portando a dei drastici cambiamenti, ma Ramona scopre  che Scott potrebbe essere ancora vivo e decide di indagare sul caso per ritrovarlo.

## Episodi
| Stagione       | Episodi | Pubblicazione |
| -------------- | ------- | ------------- |
| Prima stagione | 8       | 2023          |

## Personaggi e interpreti
- Scott Pilgrim (stagione 1), doppiato da Hiro Shimono e Fumihiko Tachiki (da anziano), in inglese da Michael Cera e Will Forte (da anziano), in italiano da Gabriele Patriarca.
- Ramona Flowers (stagione 1), doppiata da Fairouz Ai, in inglese da Mary Elizabeth Winstead, in italiano da Myriam Catania.
- Wallace Wells (stagione 1), doppiato da Masaya Fukunishi, in inglese da Kieran Culkin, in italiano da Simone Crisari.
- Knives Chau (stagione 1), doppiata da Aoi Koga, in inglese da Ellen Wong, in italiano da Valentina Favazza.
- Giovane Neil (stagione 1), doppiato da Yuto Kawasaki, in inglese da Johnny Simmons, in italiano da Lorenzo De Angelis.
- Stephen Stills (stagione 1), doppiato da Anri Katsu, in inglese da Mark Webber, in italiano da David Chevalier.
- Matthew Patel (stagione 1), doppiato da Shinji Saitō, in inglese da Satya Bhabha, in italiano da Riccardo Scarafoni.
- Todd Ingram (stagione 1), doppiato da Wataru Hatano, in inglese da Brandon Routh, in italiano da Andrea Mete.
- Envy Adams (stagione 1), doppiata da Kana Hanazawa, in inglese da Brie Larson, in italiano da Perla Liberatori.
- Lucas Lee (stagione 1), doppiato da Yūichi Nakamura, in inglese da Chris Evans, in italiano da Alessandro Budroni.
- Stacey Pilgrim (stagione 1), doppiata da Misato Matsuoka, in inglese da Anna Kendrick, in italiano da Elena Perino.
- Kim Pine (stagione 1), doppiata da Tomo Muranaka, in inglese da Alison Pill, in italiano da Federica De Bortoli.
- Julie Powers (stagione 1), doppiata da Yū Kobayashi, in inglese da Aubrey Plaza, in italiano da Gemma Donati.
- Gemelli Katayanagi (stagione 1), doppiati da Shunsuke Takeuchi, in inglese da Julian Cihi, in italiano da Diego Gallo.
- Gideon Graves (stagione 1), doppiato da Jason Schwartzman in inglese, in italiano da Emiliano Coltorti

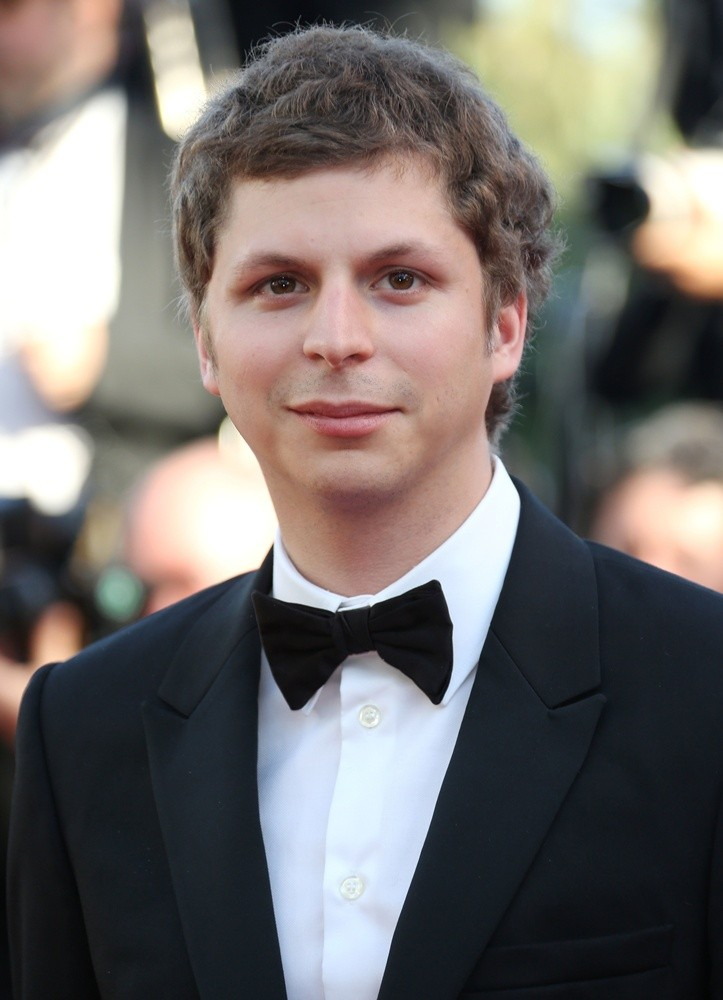
Michael Cera, doppiatore di Scott Pilgrim
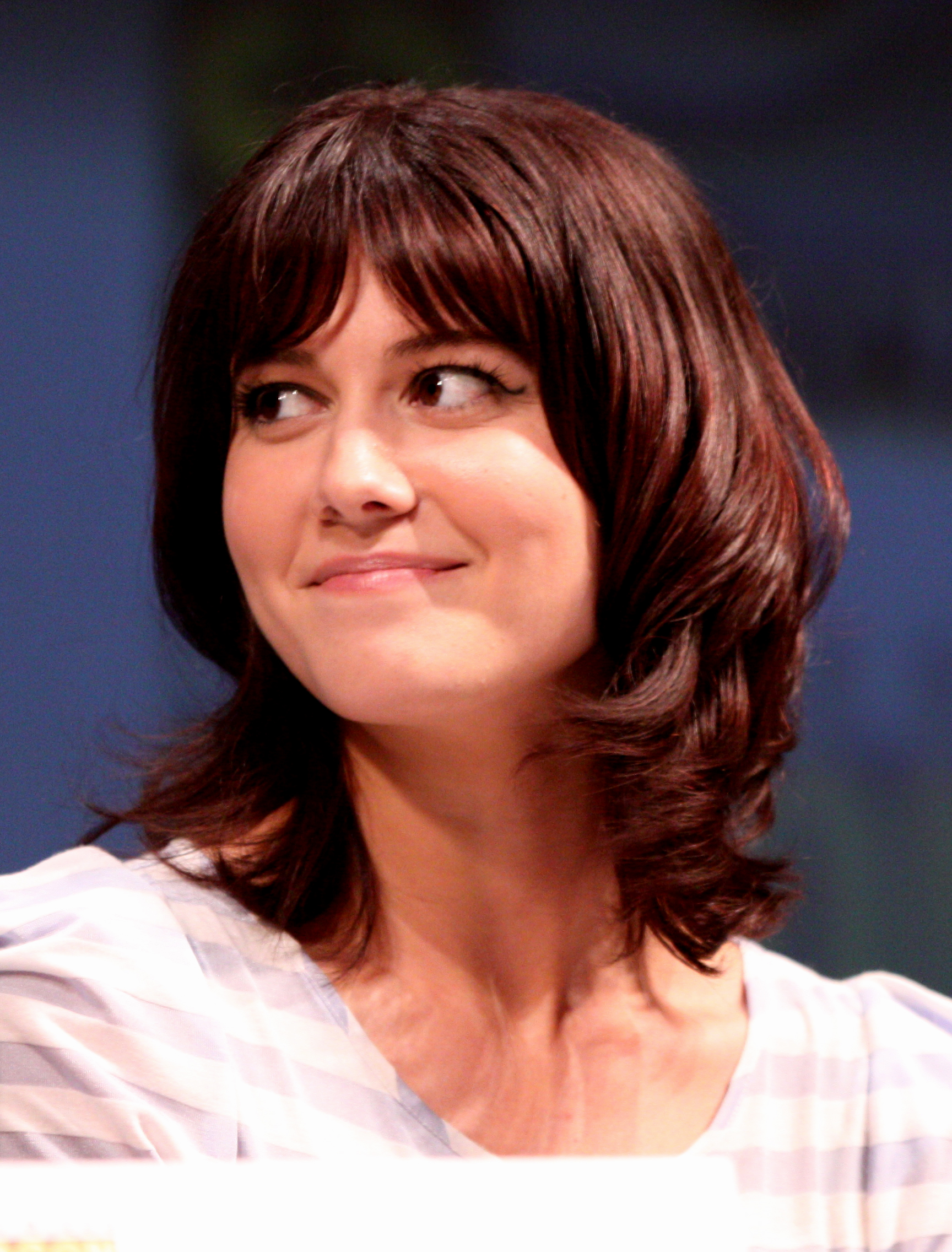
Mary Elizabeth Winstead, doppiatrice di Ramona Flowers
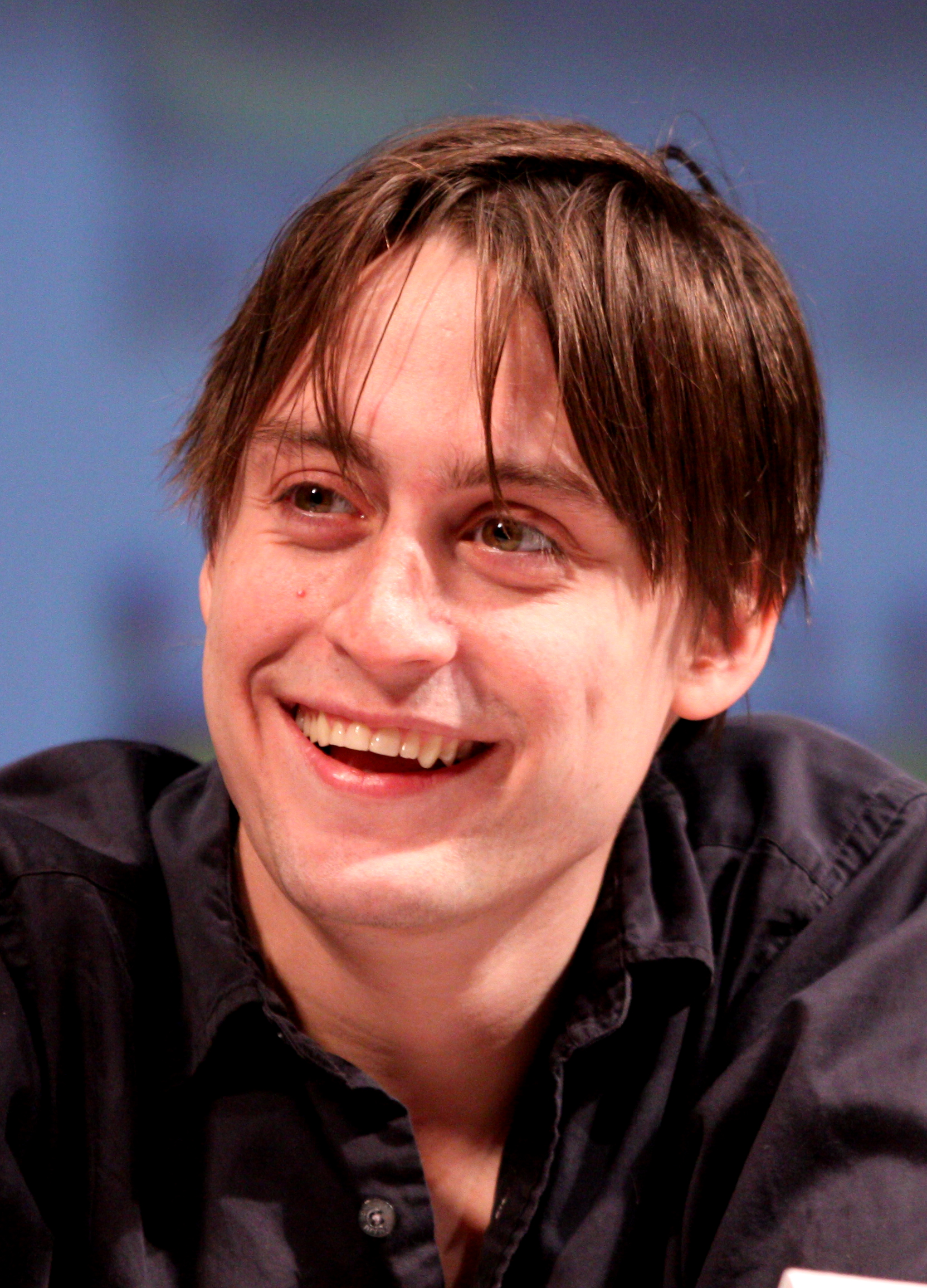
Kieran Culkin, doppiatore di Wallce Wells
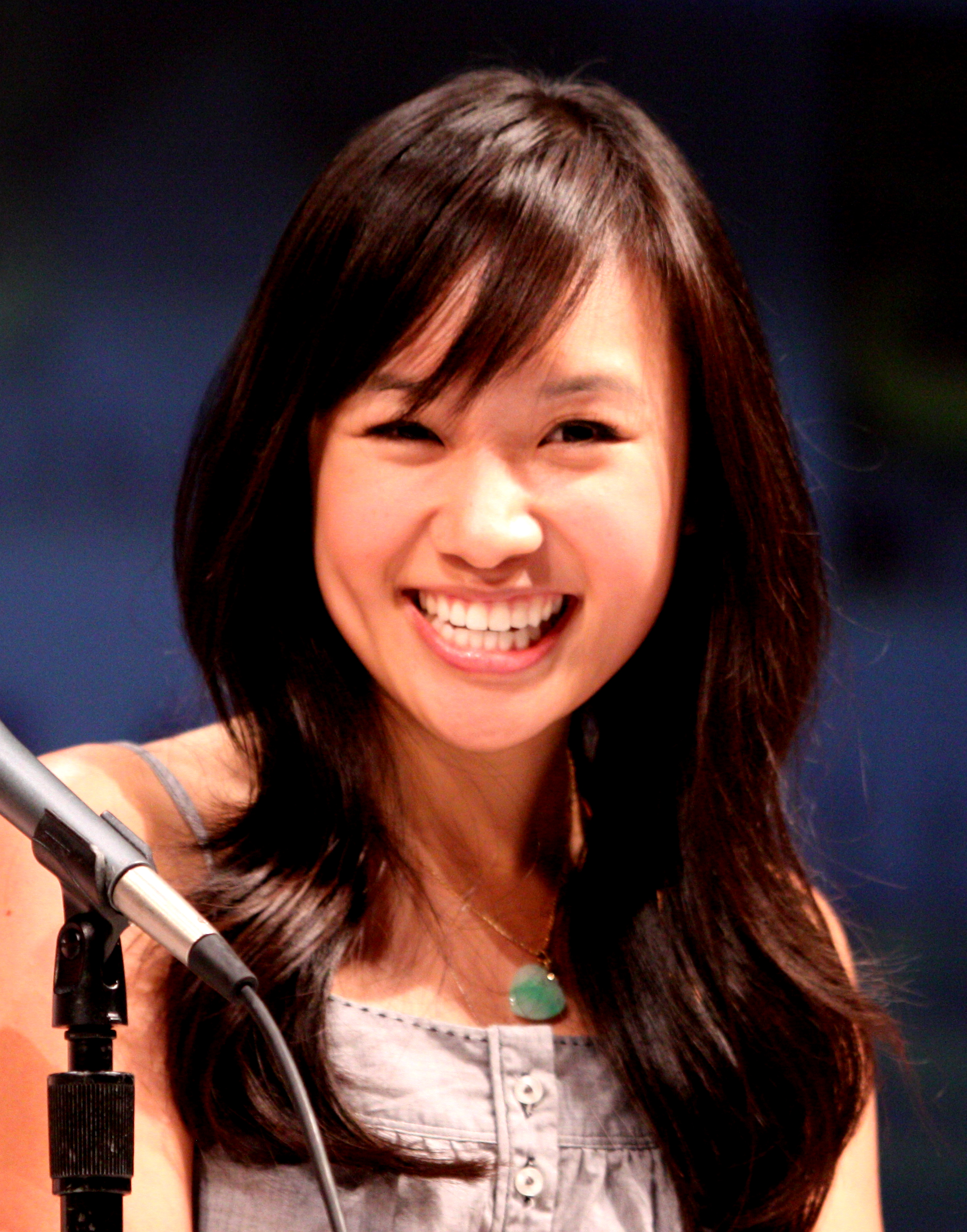
Ellen Wong, doppiatrice di Knives Chau
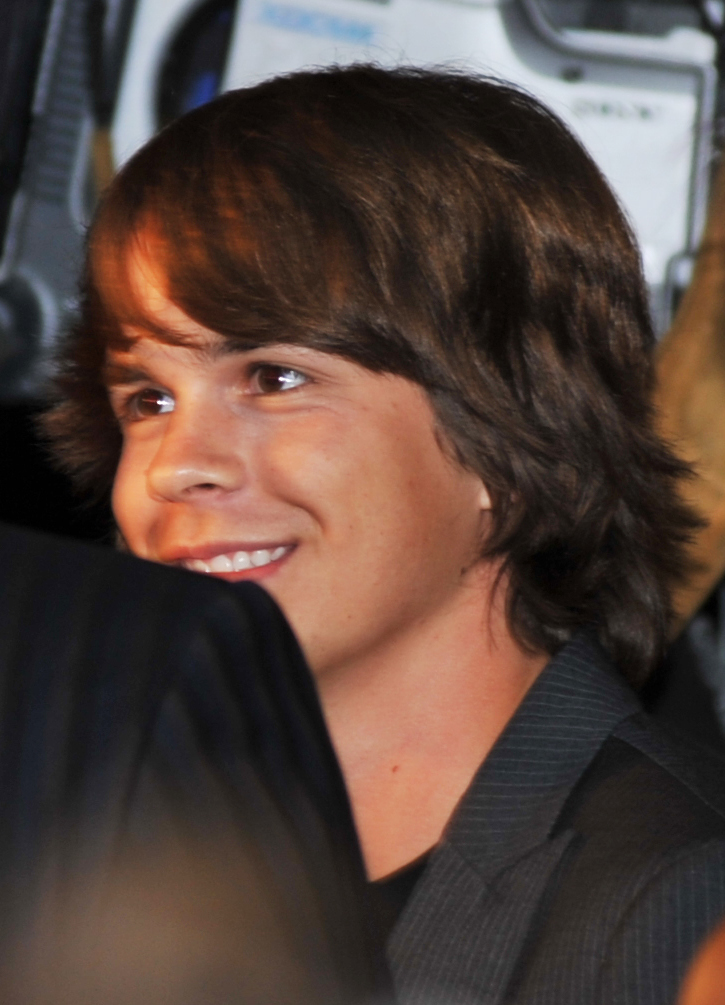
Johnny Simmons, doppiatore del giovane Neil
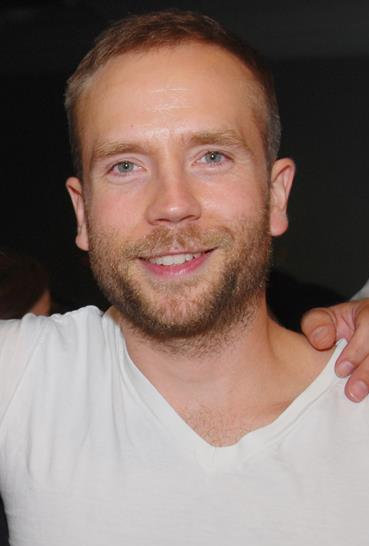
Mark Webber, doppiatore di Stephen Stills
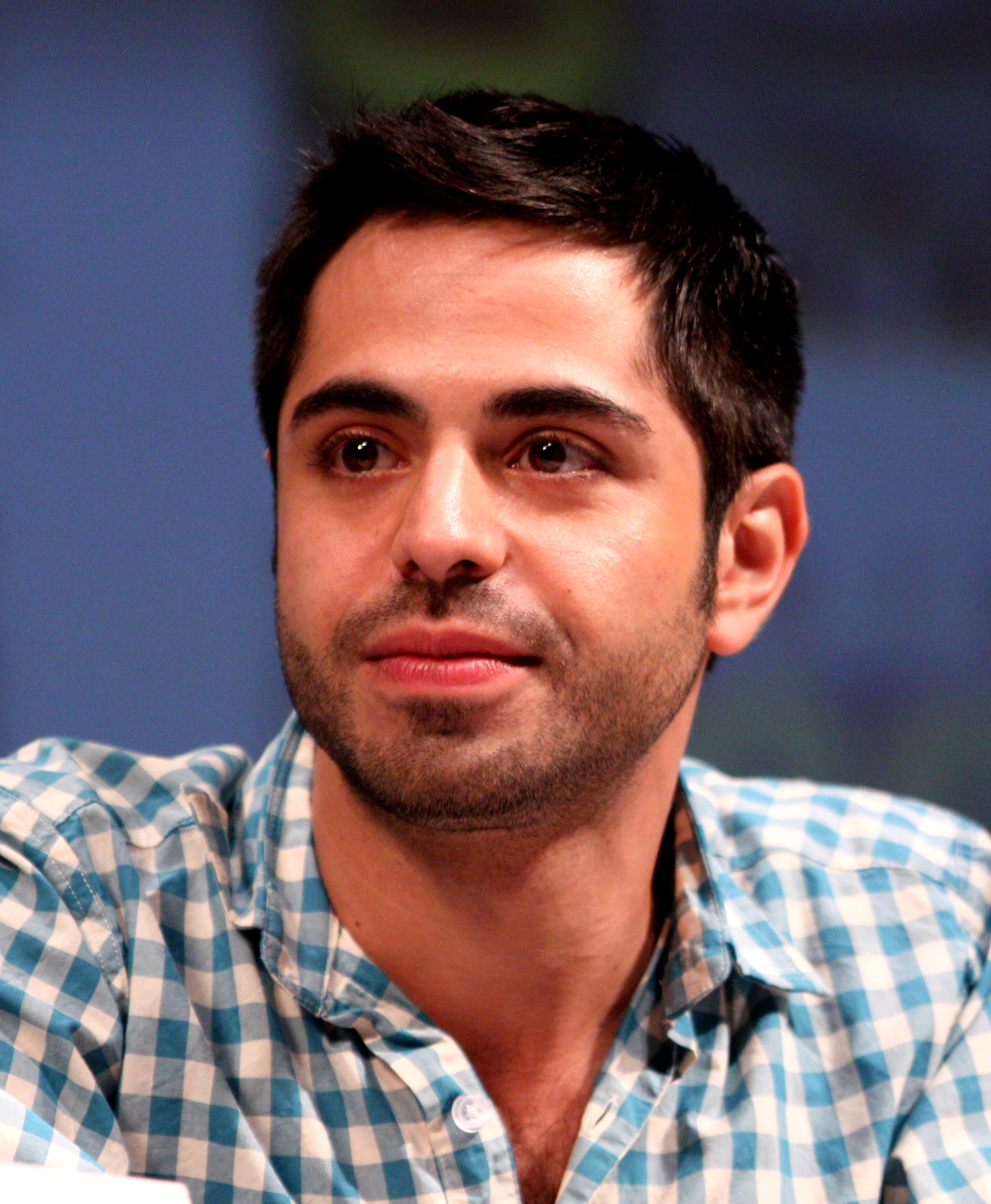
Satya Bhabha, doppiatore di Matthew Patel
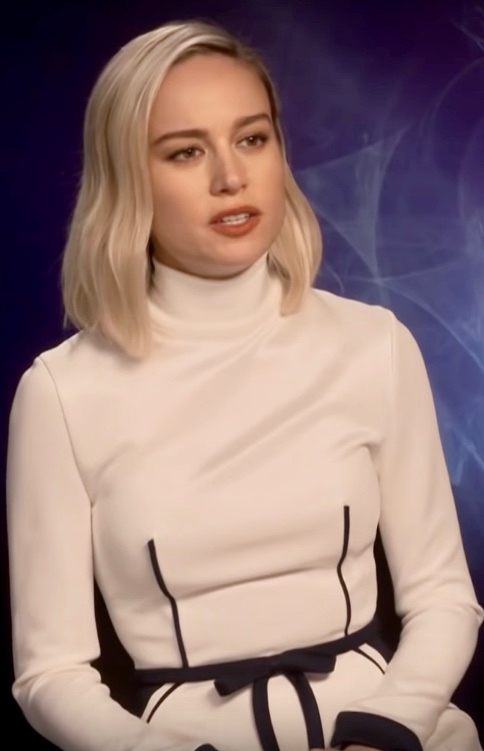
Brie Larson, doppiatrice di Envy Adams
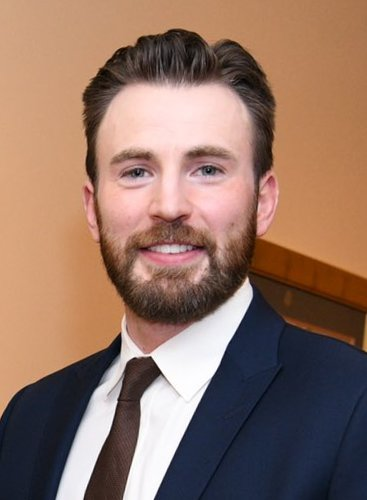
Chris Evans, doppiatore di Lucas Lee
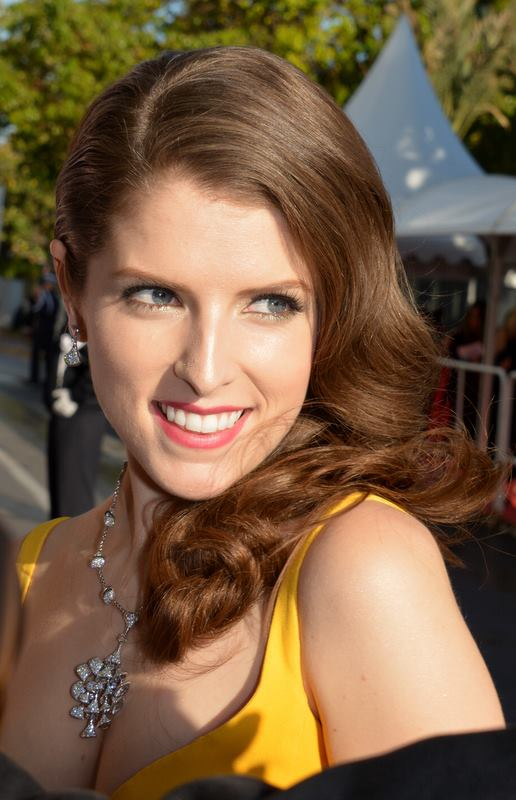
Anna Kendrick, doppiatrice di Stacey Pilgrim
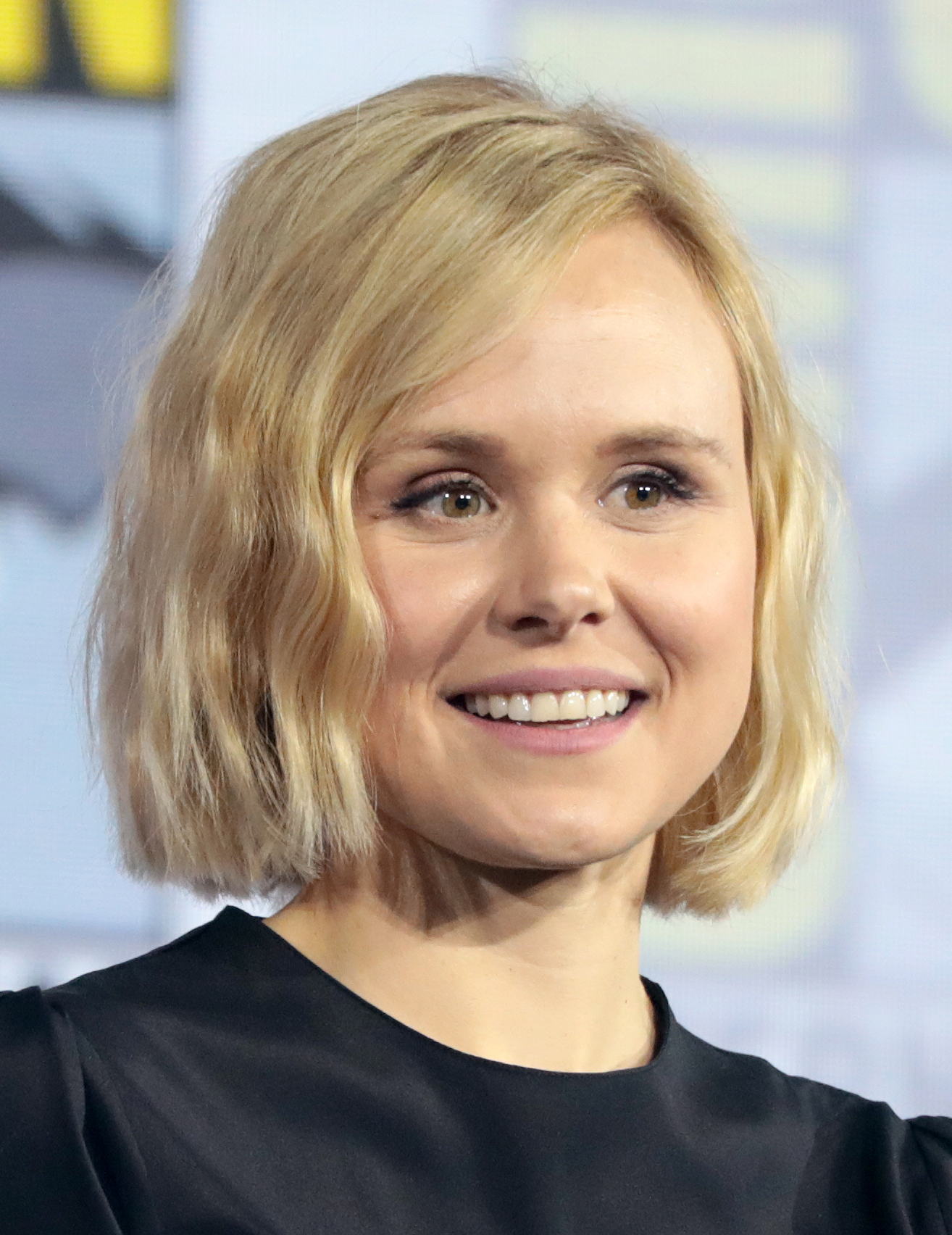
Alison Pill, doppiatrice di Kim Pine
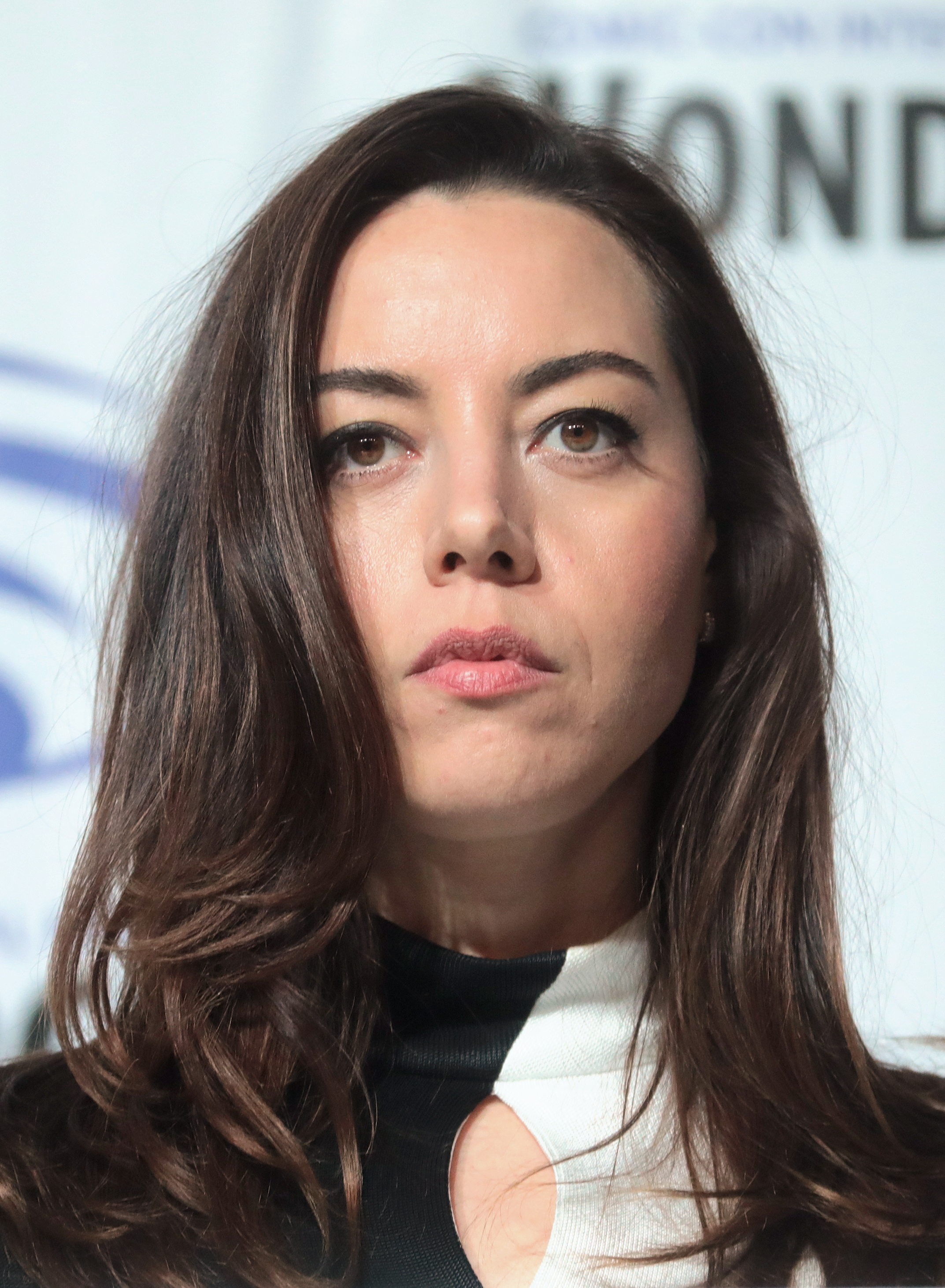
Aubrey Plaza, doppiatrice di Julie Powers

## Produzione
La serie è basata sul fumetto Scott Pilgrim, creato da Bryan Lee O'Malley e da cui era già stato tratto nel 2010 il film diretto da Edgar Wright Scott Pilgrim vs. the World, i cui attori compaiono in buona parte nel ruolo di doppiatori dei medesimi personaggi da loro interpretati in questa serie, in particolare Scott Pilgrim, doppiato Michael Cera; Ramona Flowers, doppiata da Mary Elizabeth Winstead; Wallace Wells, doppiato da Kieran Culkin; Kim Pine, doppiata da Alison Pill; Julie Powers, doppiata da Aubrey Plaza.
Gli sceneggiatori Brian Lee O'Mlley e BenDavid Grabinski hanno voluto "aggiornare" il fumetto originale dopo quasi vent'anni, per esempio approfondendo il passato dei malvagi ex, pur mantenendo lo spirito del fumetto e del film.

## Distribuzione
La serie è stata pubblicata sulla piattaforma Netflix il 17 novembre 2023.